# Міруша
Міруша (алб. Mirusha / Mirushë; серб. Мируша / Miruša) — регіональний парк, розташований в центральній частині частково визнаної Республіки Косово на сході рівнини Метохія.
Територія була взята під охорону в 1975 році як спеціальний заповідник площею 19 021,55 га за рішенням муніципалітету Ораховаца і Клини.
Завдяки природним пам'яткам, специфічним ландшафтам, а також різноманітності рослин, у 1982 році він був оголошений регіональним парком п'ятої категорії (природоохоронна зона) за класифікацією МСОП площею 55 580,70 га. Він розташувався на території трьох муніципалітетів: Клина, Малішево і Ораховац.
Рік потому в 1983 році, у зв'язку з гідрологічною, геоморфологічною та ландшафтною цінністю, заплава річки Міруша також була взята під охорону як територія третьої категорії (пам'ятка природи) відповідно до МСОП. Її площа складає з 1197,29 га, і вона належить муніципалітетам Ораховац і Клина.

## Особливості
Парк Міруша найвідоміший завдяки каньйону, в якому тече однойменна річка, яка утворює ряд карстових озер і водоспадів, розташованих один за іншим у каскаді.
Через свою геологічну структуру, яка складається з ультраосновних порід і вулканогенно-осадових утворень юрського періоду і карбонатів нижньої і верхньої крейди, річка Міруша створила каньйон глибиною 200 м.
Вздовж каньйону лежать невеликі озера, які з'єднані один з одним водоспадами висотою до 21 метра. Там знаходяться у цілому 12 водоспадів і 16 озер. Вони розрізняються за формою і розміром відповідно положенням, а також структурою і літологічними складом вапнякових блоків. Каньйон найширший біля останнього озера, а найвужча частина — в районі четвертого озера, де його глибина між скель досягає максимального значення в 200 м.

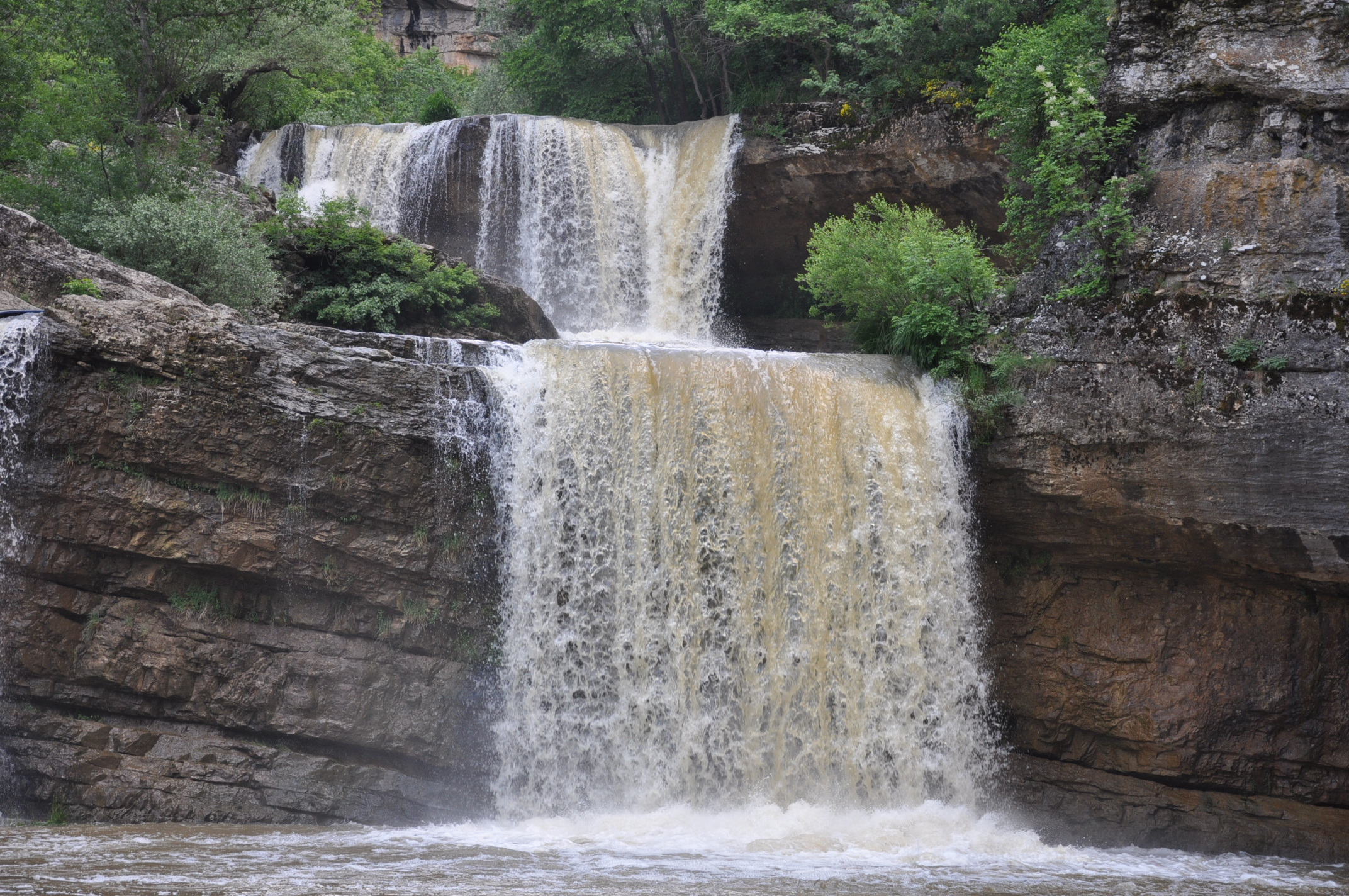
Водоспади Міруша

Рідкісні природні геологічні та геоморфологічні особливості створюють цікавий краєвид парку. Серед його особливостей геологічні форми рельєфу, печери, тріщини, інші скельні утворення, які були створені в результаті геологічних процесів, наслідків ерозії, води та інших зовнішніх факторів.
У парку м'який континентальний клімат з впливом середземноморського, дуже багата флора і фауна. Парк є місцем існування для багатьох ендемічних і стеноендемічних видів.

## Розташування
Парк Міруша є одним з найкрасивіших і найцікавіших природних об'єктів Косова, він розташований в центральній частині цього регіону, на території муніципальних утворень Клина, Малишево і Ораховац.
Природний парк розташований на півдні гір Гремник по обидві сторони від річки Міруша, від початку каньйону до її впадіння в Білий Дрин.
У західній частині парку проходить автодорога Клина — Джаковіца (М9.1). Паралельно цій дорозі проходить залізниця Печ — Прізрен. Приблизно в 8 км на північ проходить автодорога Пріштіна — Печ. Відстань від Пріштіни становить 65 км.
Найближчий аеропорт — Міжнародний аеропорт Приштини (PRN).

## Географія

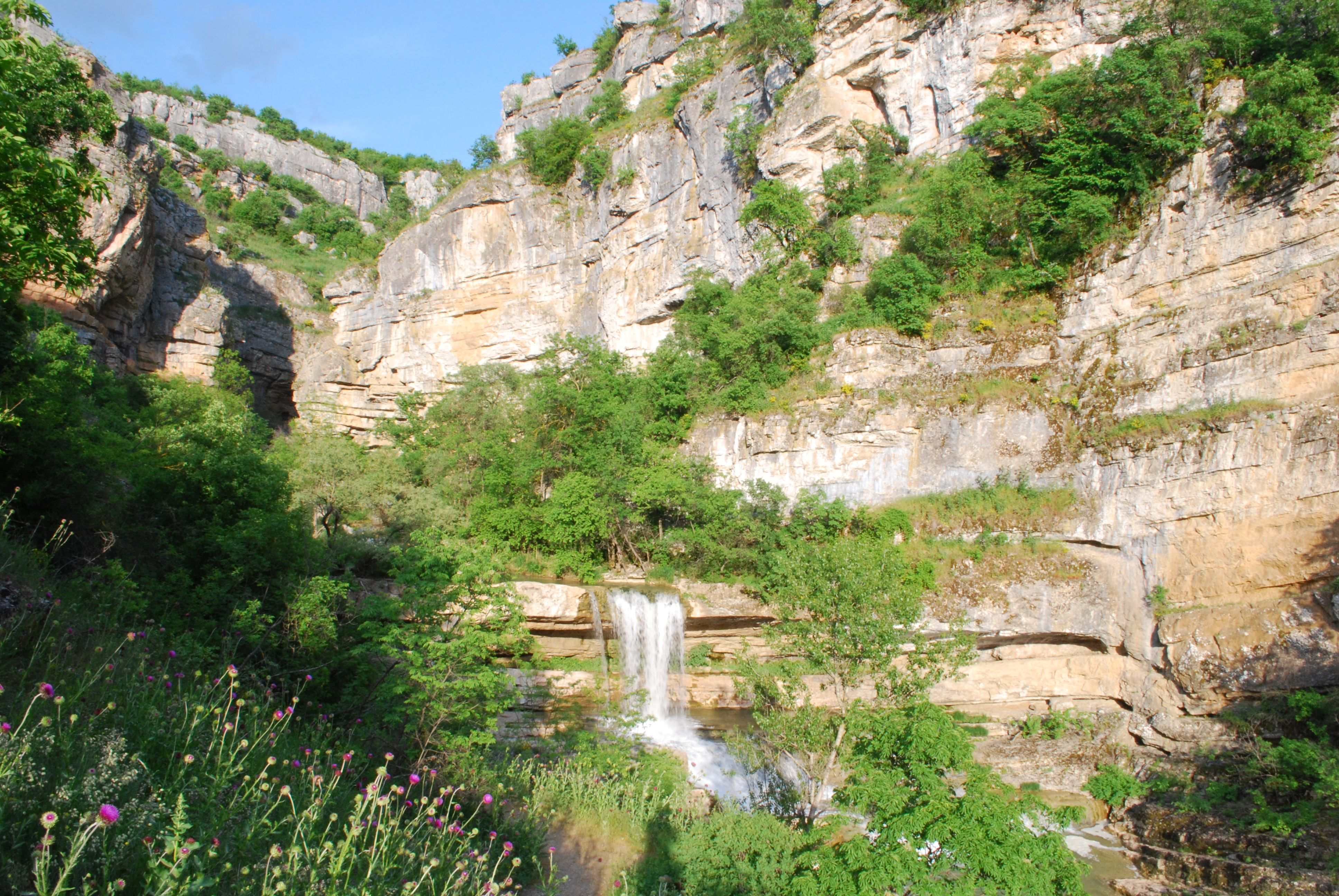
Каньйон Міруша

Природний регіональний парк Міруша охоплює 55 580 га на території муніципалітетів Клина, Малишево і Ораховац в східній частині рівнини Метохії, центральне Косово. Висота зазвичай коливається від 300 м до 600 м над рівнем моря. Георізноманіття басейну річки Міруша являє собою важливу природну спадщину, пов'язану з геологією, геоморфологією та гідрологією, що має цінність для науки, освіти, а також для туристичного використання.

### Геологія
Геологічна будова парку включає ультраосновні породи і вулканогенно-осадові утворення юрського періоду і карбонати нижньої і верхньої крейди. Геологічна структура каньйону Міруша основному складається з мезозойських вапнякових кліфів з тенденцією до зниження у напрямі до гирла. Ці скелі розширюються в напрямку з північного заходу на південний схід і зменшуються на південному-сході.
Четвертинні відклади представлені гумусом, піщаним гумусом, глиняним гумусом і алевролом. Річкові тераси долини Міруші в основному складені з шматків округлого кварциту, палеозойських сланців, крейдяних вапняків, пісковиків, серпентиніту, діабазу і габро. Ці річкові тераси мають делювійне походження.
Алювій часто зустрічається на обох берегах річки Міруша.
Делювиальні відклади поширені на значній частині території. Ці відкладення формуються у природних умовах, проходячи через осадовий матеріал. Четвертинні відклади знаходяться в контакті з верхніми крейдяними вапняками. Крім того, в східній і західній частині ці відкладення знаходяться в контакті з поясом метамеризації. Четвертна зона представлена озерними відкладами, суглинком, гравієм, піском і мулом.

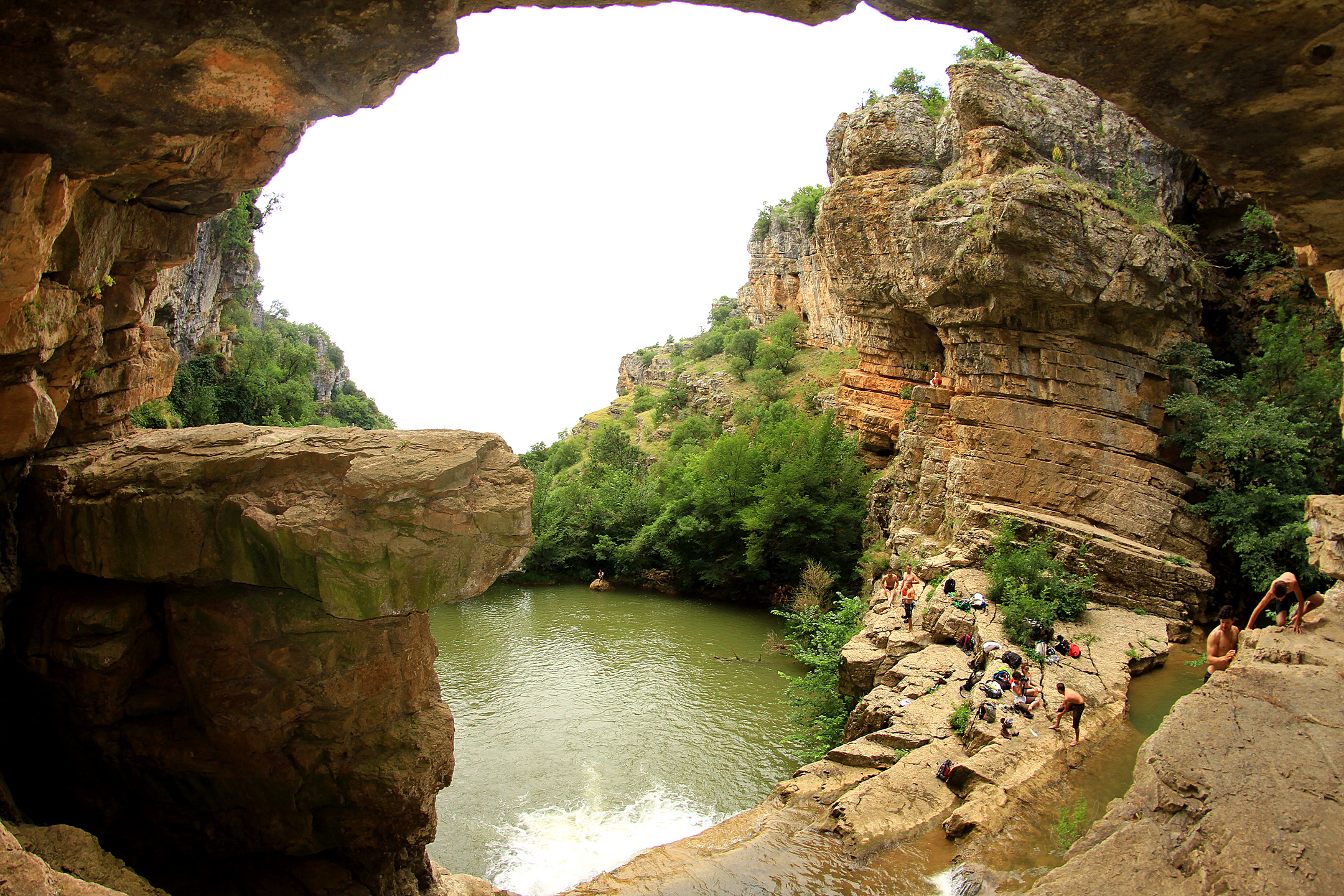
Високі кліфи Міруші

Пліоценові відкладення розподілені по території парку. Здебільшого вони знаходяться в ерозійному контакті з верхніми крейдяними вапняковими кліфами. Ці масивні вапняки і містять численні сліди черевоногих молюсків.
Також в пліоценових відкладах виявлено кілька шарів вугілля.
Нижня крейда представлений вапняковим нашаруванням різних кольорів і частіше зустрічається в західній частині.
У північній частині поширені флішові, конгломератні піщані і мергелисті утворення, в той час як в південному районі поширені глинисті сланці, пісковики і кременисті утворення.
Ця територія має високу геологічну цінність і великий потенціал для туризму. Найголовніша геологічна спадщина — це каньйон з озерами, водоспадами, печерами, карстовими формами (ставки, карстові долини тощо) а також красиві камені, боксити, фосилії, термальні води і дуже характерний зовнішній вигляд скель.

#### Печери
У каньйоні Міруша утворені специфічні форми рельєфу: поглиблення, печери, скельні породи, озера тощо. Крім водоспадів і озер характерних форм тут є безліч печер різних форм і розмірів.

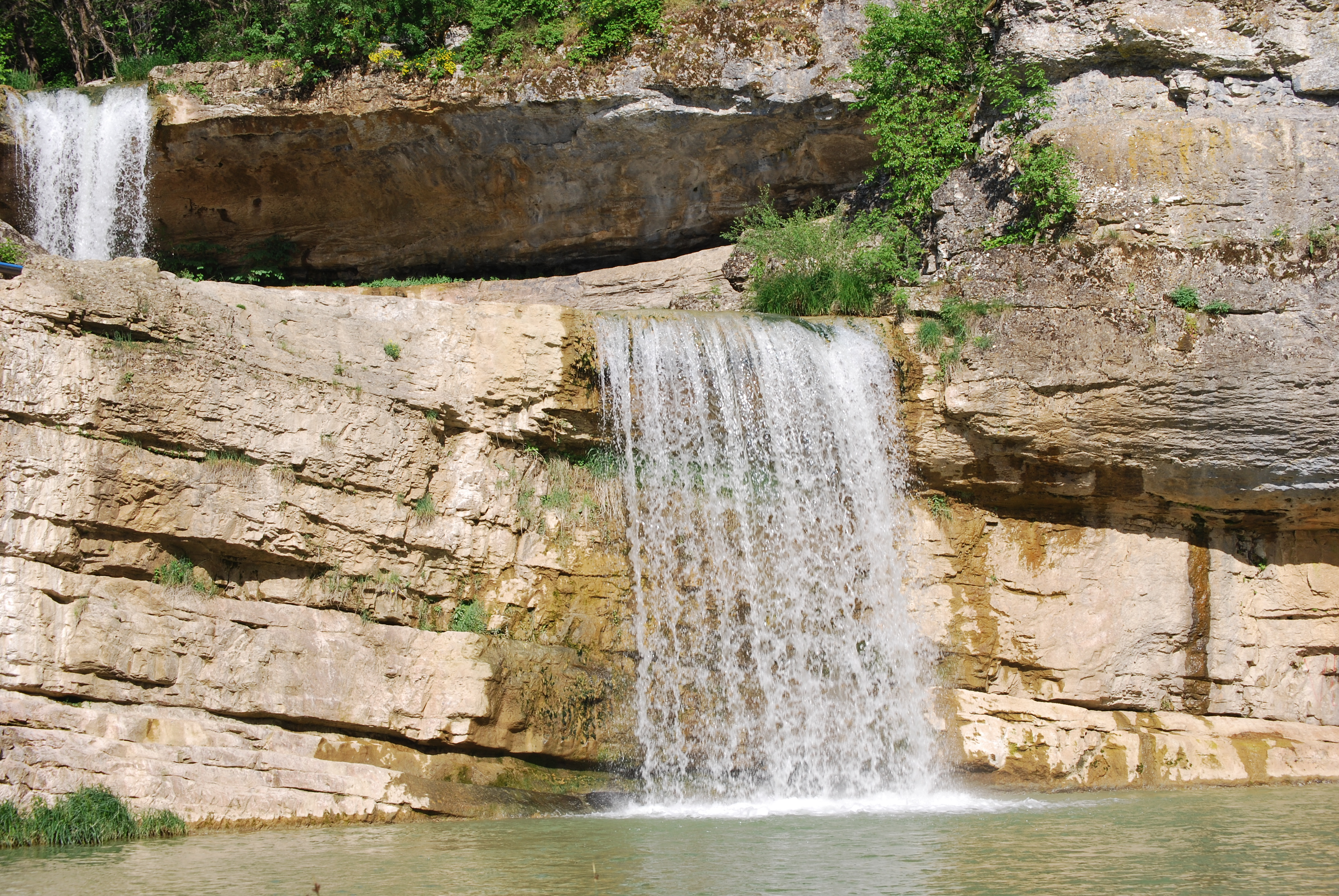
Водоспад у Міруші

Одні з найцікавіших печер — це печери Велика Церква і Мала Церква, печера на десятому озері, печера на дев'ятому озері, яка розділена на два канали (лівий і правий), печера позаду дев'ятого озера, печера Душ тощо.
Печера Велика Церква знаходиться на останньому озері на правому березі річки. Ця печера розташована в характерному рельєфі у вигляді стіни. Печера в геологічному минулому була джерелом підземних вод. Вона має вхід шириною 4 м і висотою 12 м, а загальна її довжина — 40 м. В кінці печери є кілька сталактитів, сталагмітів і карстових стовпів.
Печера Мала Церква має невеликі розміри з довжиною 4 метри. Вхід у печеру має ширину 1,4 м, до кінця вона звужується ще більше. Кінець печери горизонтальний і наповнений брудом. Вхід до неї знаходиться поруч з печерою Велика Церква.
Печера на десятому озері простягається під водоспадом, має ширину 9 м, довжину 16 м і глибину води 3 м (це залежить від рівня озера). Вхід у печеру має ширину 5 м і висоту 3 м. Карстова печера була утворена ерозивною силою води річки Міруша.
Печера на дев'ятому озері складається з двох каналів: правого і лівого. Потрапити в цю печеру можливо тільки пройшовши під водою дев'ятого озера. Лівий канал має вхід у формі арки з шириною 3 м і висотою 6 м, а його довжина складає 43 м. Правий канал має арочний вхід 6 м завширшки та 7 м у висоту.
Карстові печери — в ранньому геологічному минулому ці печери були підземними водними джерелами річки Міруша.

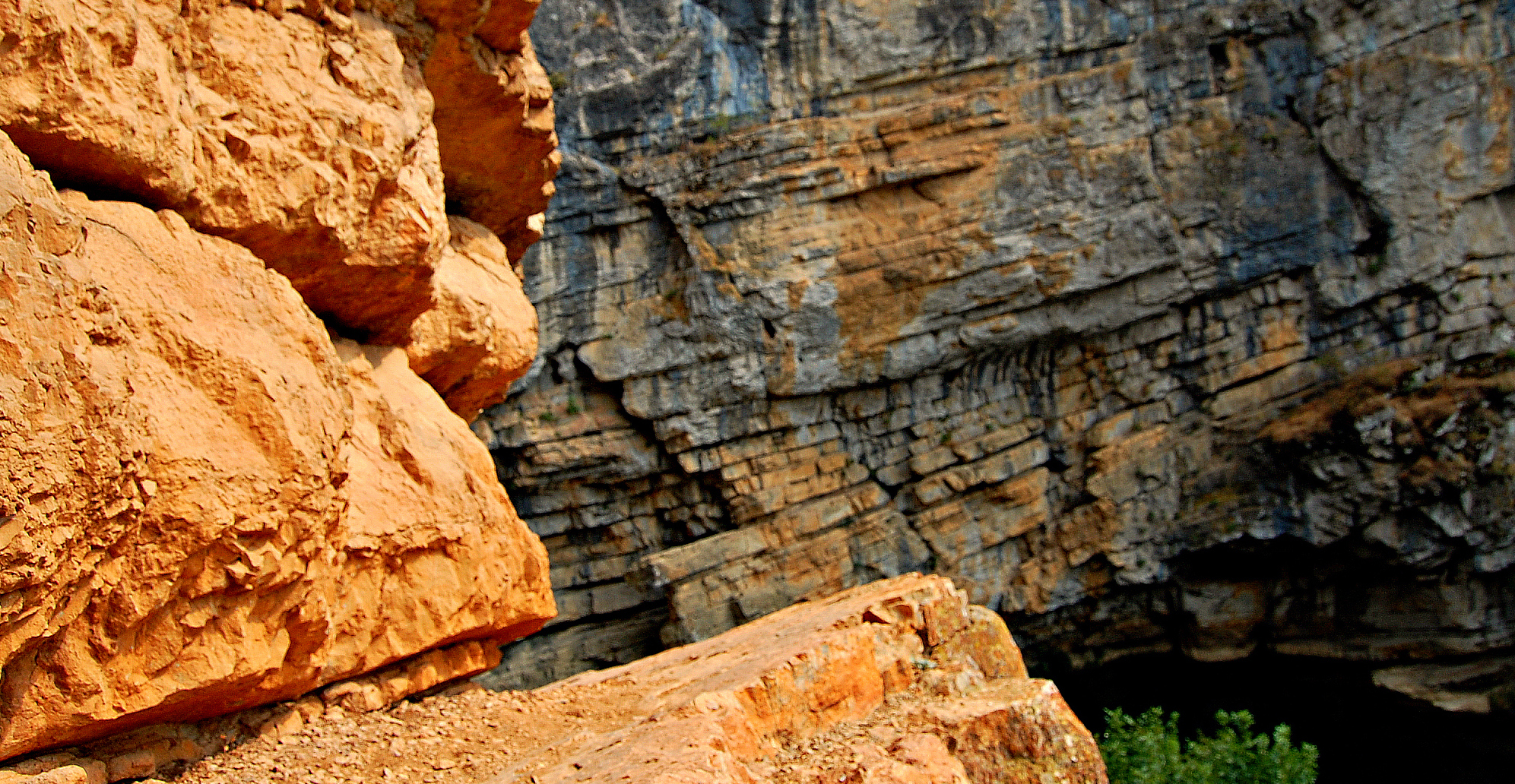
Каньйон Міруша

Велика печера розташована вздовж дев'ятого озера. Потрапити в печеру можна тільки пропливши під водою каналу Міруші. Печера знаходиться під впливом річкової ерозії. По всій довжині печери (44 м), її дно заповнено 5-6 м води. Вхід має ширину до 9 м та висоту 5 м. Печера знаходиться в кінці долини села Душа, яка простягається з півночі на південь до каньйону. До печери можна дістатися дорогою Душа — Понорац недалеко від початку каньйону.
Печера Душа — це один з найцікавіших природних об'єктів у парку Міруша. Печера прохідна на 180 метрів. Слід зазначити також, що печера має два побічних каналу довжиною близько 40 м, таким чином з каналами загальна довжина печери складає 260 м. Вхід в печеру вражаючі розміри: 10 м в ширину і 15 м у висоту. Всередині печери є шість невеликих озер, створених ерозією і водоспади до 2-5 м заввишки. Вона багата сталактитами, сталагмітами і колонами різних форм і розмірів, з великою кількістю кажанів, що живуть всередині (Rhinolophus ferrumequinum, Rhinolophus blasii, Eptesicus serotinus).

### Гідрологія

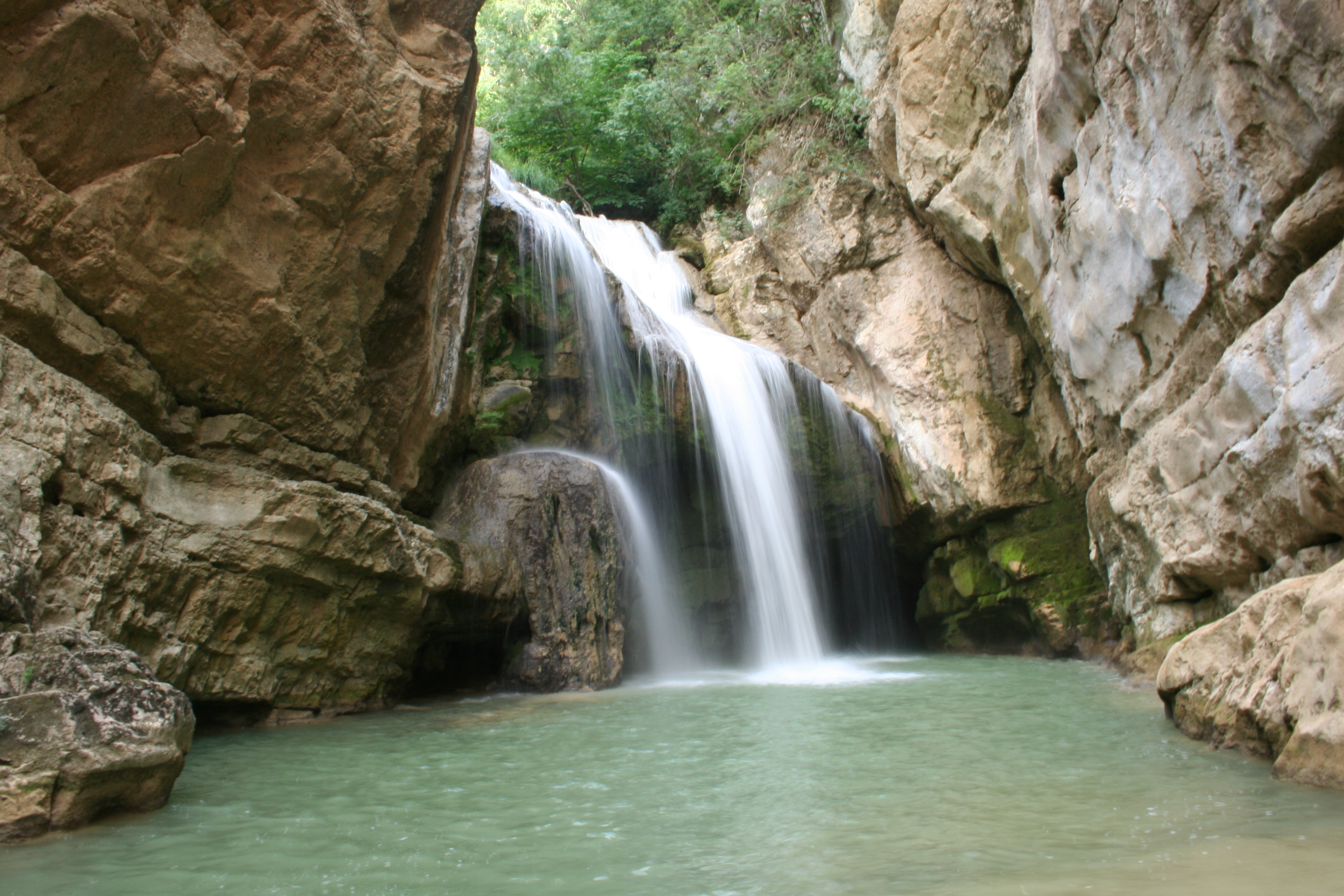
Річка Міруша

У парку Міруша тече однойменна річка, від якої парк і отримав свою назву. Завдяки гідрологічній, геоморфологічній та ландшафтній цінності, в 1983 році річка була взята під охорону як на території третьої категорії МСОП.
Витік річки Міруша розташований в західній частині гір Црнолева-Планіна. Вона є лівою притокою річки Білий Дрин, має протяжність 37 км і середню висоту 795—360 м над рівнем моря. Середній витрата води річки Міруша становить 1,2 м3/с, середній рівень води в річці становить 0,65 см. Водозбірний басейн річки має площу 336,7 км², близько 3,1 % від загальної площі Косова. Гідрографічна мережа річки Міруша, як правило, асиметрична.
Велика частина території, займаної парком, що знаходиться на вапняковій основі з безліччю пористих утворень і тріщин, по яких можуть текти підземні води.
В кінці каньйону, після останнього озера на правому березі біля скелі знаходиться карстове джерело і ще одне за 30 м, яке не вичерпується увесь рік.

#### Озера і водоспади

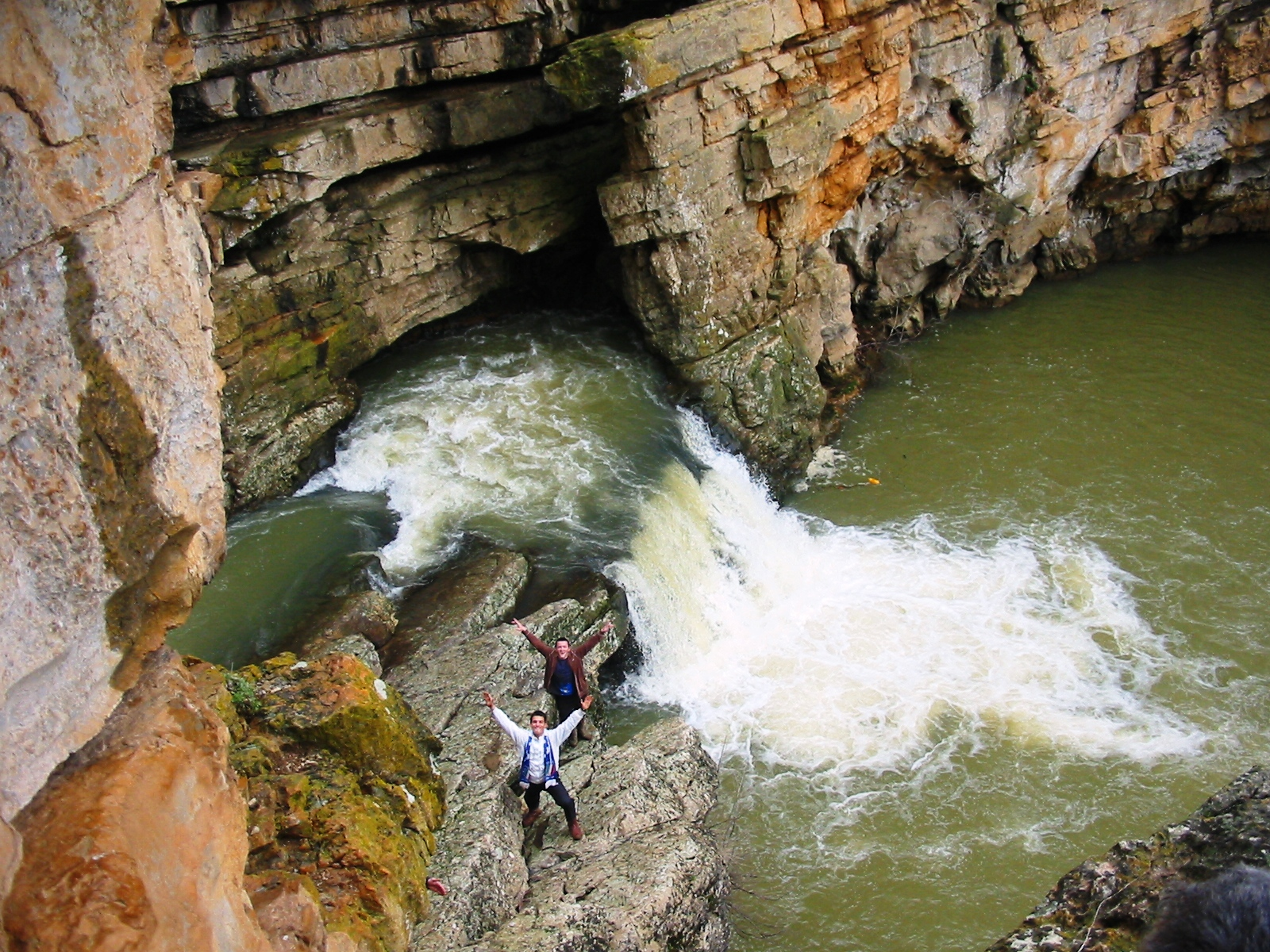
Один з водоспадів у парку Міруша

Найважливішими та найцікавішими особливостями цієї річки є озера і водоспади. Вони знаходяться в середній течії річки Міруша протягом 650 м. В цьому районі розташовано 16 озер і 12 водоспадів різних форм і розмірів.
Останнє озеро — найбільше за розміром і легко доступне для відвідувачів. Воно має розміри 55×45 м, глибину понад 5 м і площу 2250 м2. Найглибшим є 10-те озеро з 9 м завглибшки. Найдовше — 8-ме озеро завдовжки 56 м, завширшки 18,5 м і завглибшки 5-6 м.
Найвищий водоспад знаходиться між восьмим і дев'ятим озером і заввишки 21 м, але найкрасивішим вважається водоспад між 15-м і 16-м озерами заввишки 8 м.
Виходячи з форми і розмірів цих озер, вони поділяються на три групи:
- Верхні озера (1-8)
- Середні озера (9-12)
- Нижні озера (13-16)

Верхні озера зазвичай маленькі, перші озера мають глибину 1-3 м, в той час як у восьмому озері глибина досягає 6,5 м. Вода переходить з одного озера в інше через протоки, пороги і поглиблення, які створили водоспади різної висоти. Каньйон в цій частині дуже вузький, завдяки чому добре чути шум водоспадів.
Середні озера були створені в короткий геологічний період, ерозія тут була дуже потужною і створила безліч різних форм. Абсолютна висота становить близько 100 м від 13-го до 8-го озера. Місцевість дуже незручна для відвідування з глибини каньйону і скелястих форм між озерами.

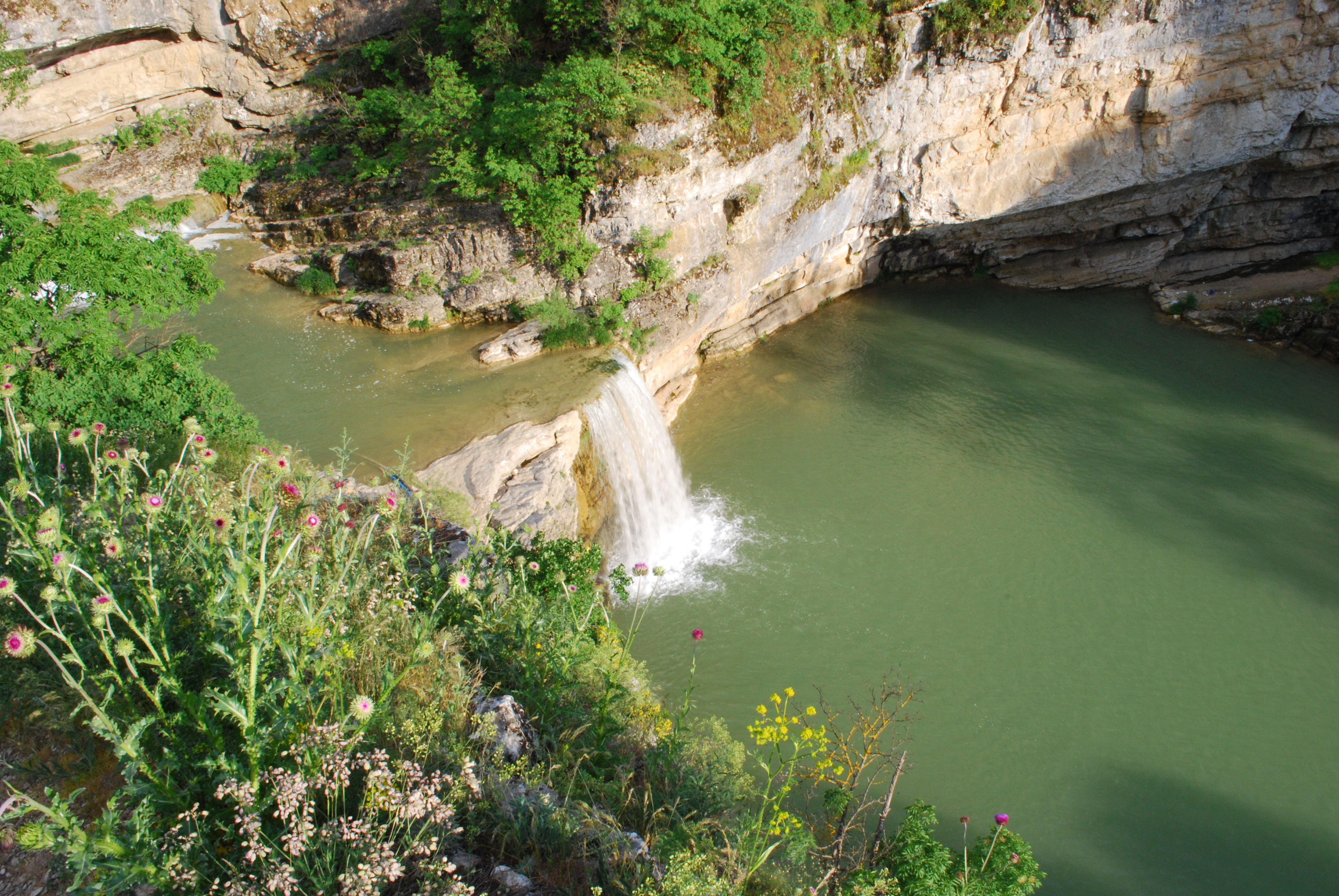
Останнє озеро каньйону Міруша

Нижні озера каньйону характеризуються шириною 50-60 м. Природні окраси нижньої частини каньйону Міруша більш доступні для відвідувачів. Ця частина річкової долини відома великими і глибокими озерами і мальовничими водоспадами. Найбільші озера всього каньйону — це 13-те і 16-те (останнє) озера з глибиною від 5 до 7 метрів.
Іншою характерною рисою каньйону Міруша є також річкова ерозія, де в процесі руху води, в залежності від складу порід, що руйнується, розчиняється і переноситься ерозійний матеріал.

## Клімат

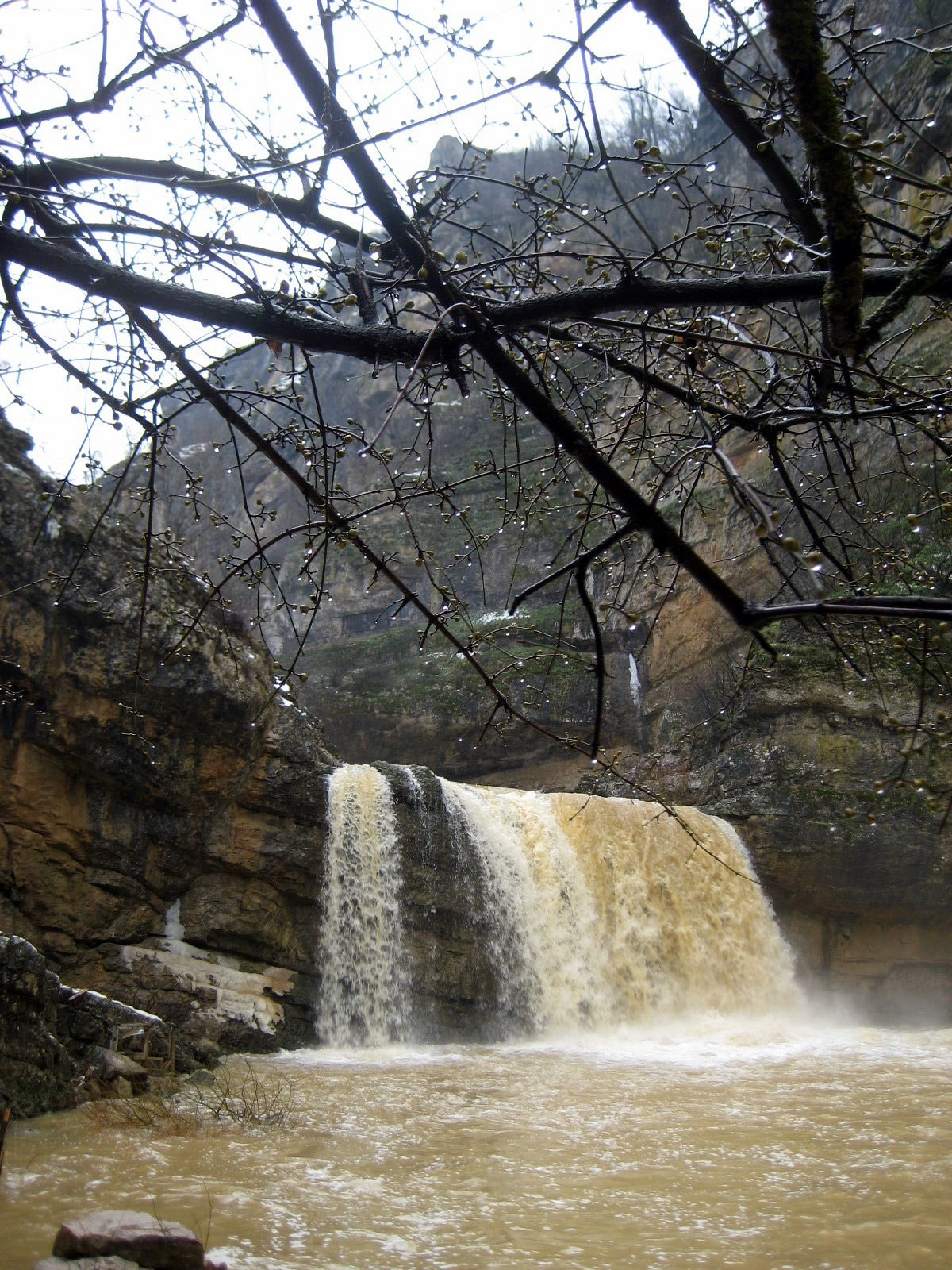
Водоспади Міруші взимку

Клімат в районі парку Міруша відрізняється м'яким континентальним впливом середземноморського клімату. На території парку немає метеорологічної станції, тому були використані кліматичні дані з сусідніх станцій, таких як Ораховац (14 км), Джяковіца (2 км) і Печ (28 км).

Середня річна температура повітря становить 11,2 °C.
| Середньорічна температура повітря | Середньорічна температура повітря | Середньорічна температура повітря | Середньорічна температура повітря | Середньорічна температура повітря | Середньорічна температура повітря | Середньорічна температура повітря | Середньорічна температура повітря | Середньорічна температура повітря | Середньорічна температура повітря | Середньорічна температура повітря | Середньорічна температура повітря | Середньорічна температура повітря |
| --------------------------------- | --------------------------------- | --------------------------------- | --------------------------------- | --------------------------------- | --------------------------------- | --------------------------------- | --------------------------------- | --------------------------------- | --------------------------------- | --------------------------------- | --------------------------------- | --------------------------------- |
| Місяць                            | I                                 | II                                | III                               | IV                                | V                                 | VI                                | VII                               | VIII                              | IX                                | X                                 | XI                                | XII                               |
| °C                                | -1,2                              | 2,5                               | 5,7                               | 11,1                              | 15,9                              | 19,3                              | 21,4                              | 21,2                              | 17                                | 11,6                              | 7                                 | 3,4                               |

Середньорічна кількість опадів становить 910 мм Місяці з найбільшою кількістю опадів — грудень (114 мм) і листопад (109 мм), а з найменшим — липень (51 мм) і червень (54 мм).
| Середньорічна кількість опадів | Середньорічна кількість опадів | Середньорічна кількість опадів | Середньорічна кількість опадів | Середньорічна кількість опадів | Середньорічна кількість опадів | Середньорічна кількість опадів | Середньорічна кількість опадів | Середньорічна кількість опадів | Середньорічна кількість опадів | Середньорічна кількість опадів | Середньорічна кількість опадів | Середньорічна кількість опадів |
| ------------------------------ | ------------------------------ | ------------------------------ | ------------------------------ | ------------------------------ | ------------------------------ | ------------------------------ | ------------------------------ | ------------------------------ | ------------------------------ | ------------------------------ | ------------------------------ | ------------------------------ |
| Місяць                         | I                              | II                             | III                            | IV                             | V                              | VI                             | VII                            | VIII                           | IX                             | X                              | XI                             | XII                            |
| мм                             | 90                             | 70                             | 80                             | 59                             | 79                             | 54                             | 51                             | 55                             | 57                             | 92                             | 109                            | 114                            |

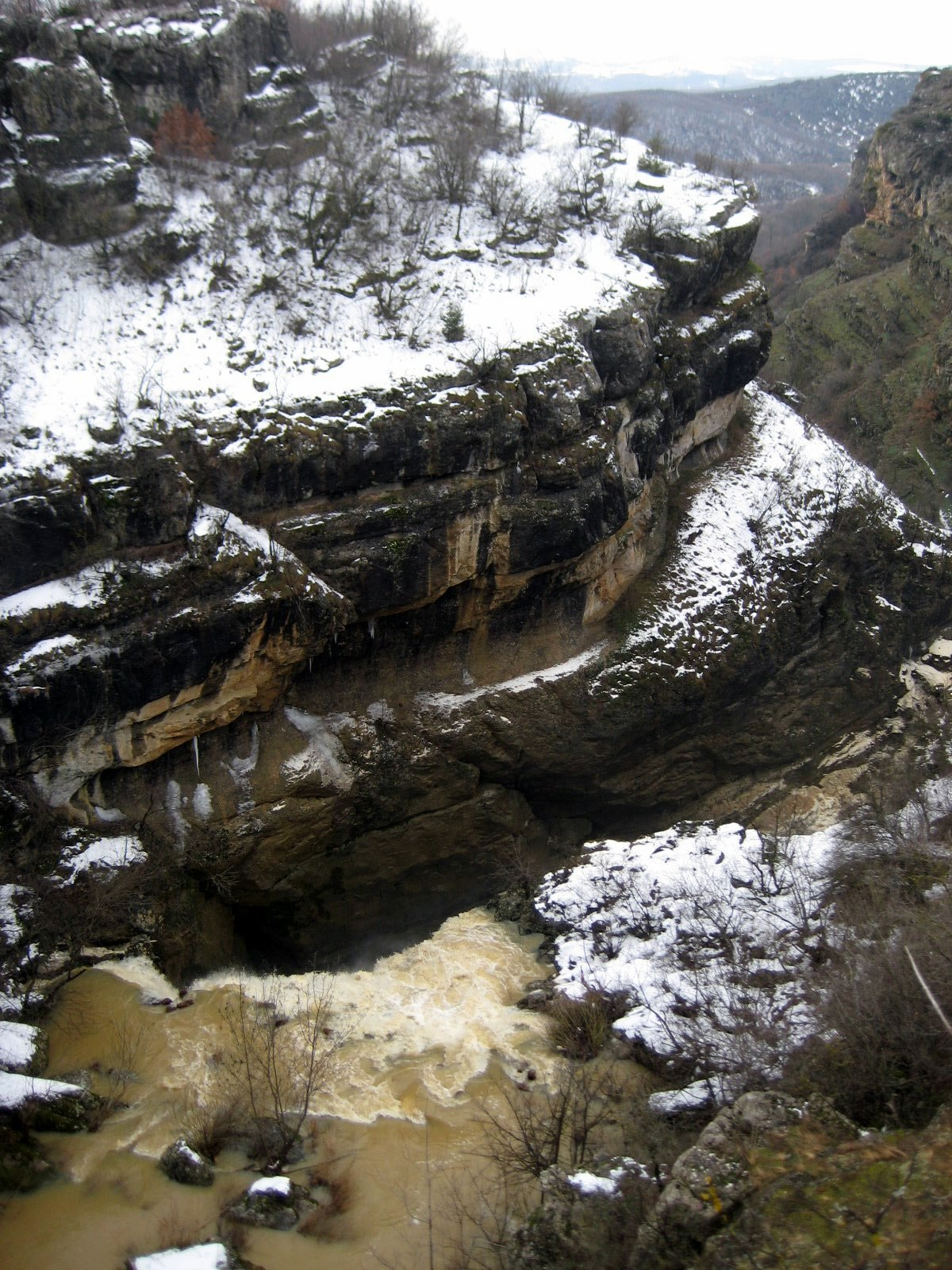
Каньйон Міруша взимку

Відносна вологість повітря становить 76 %. Відносна вологість вище в грудні, листопаді та січні, а в червні та липні нижче. Різниця між найвищим і
найнижчим рівнем вологості становить 19 %.
| Відносна вологість повітря | Відносна вологість повітря | Відносна вологість повітря | Відносна вологість повітря | Відносна вологість повітря | Відносна вологість повітря | Відносна вологість повітря | Відносна вологість повітря | Відносна вологість повітря | Відносна вологість повітря | Відносна вологість повітря | Відносна вологість повітря | Відносна вологість повітря |
| -------------------------- | -------------------------- | -------------------------- | -------------------------- | -------------------------- | -------------------------- | -------------------------- | -------------------------- | -------------------------- | -------------------------- | -------------------------- | -------------------------- | -------------------------- |
| Місяць                     | I                          | II                         | III                        | IV                         | V                          | VI                         | VII                        | VIII                       | IX                         | X                          | XI                         | XII                        |
| %                          | 85                         | 80                         | 76                         | 71                         | 73                         | 71                         | 69                         | 67                         | 71                         | 79                         | 86                         | 86                         |

Річна тривалість сонячного випромінювання складає 1968 годин. Місяць з самою високою інсоляцією — серпень з 298 годинами липня з 289 годинами, в той час як місяць з найнижчою інсоляцією — грудень з 58 годинами і січень з 63 годинами. Середньорічне сонячне випромінювання становить 5 годин. Літній період або періоди вегетації з квітня по жовтень) має в середньому 1411 годин сонячного світла.
| Середньомісячна сонячної інсоляція | Середньомісячна сонячної інсоляція | Середньомісячна сонячної інсоляція | Середньомісячна сонячної інсоляція | Середньомісячна сонячної інсоляція | Середньомісячна сонячної інсоляція | Середньомісячна сонячної інсоляція | Середньомісячна сонячної інсоляція | Середньомісячна сонячної інсоляція | Середньомісячна сонячної інсоляція | Середньомісячна сонячної інсоляція | Середньомісячна сонячної інсоляція | Середньомісячна сонячної інсоляція |
| ---------------------------------- | ---------------------------------- | ---------------------------------- | ---------------------------------- | ---------------------------------- | ---------------------------------- | ---------------------------------- | ---------------------------------- | ---------------------------------- | ---------------------------------- | ---------------------------------- | ---------------------------------- | ---------------------------------- |
| Місяць                             | I                                  | II                                 | III                                | IV                                 | V                                  | VI                                 | VII                                | VIII                               | IX                                 | X                                  | XI                                 | XII                                |
| Годин                              | 63,3                               | 94,2                               | 138,2                              | 173,4                              | 198,1                              | 232,3                              | 289,3                              | 298,3                              | 220                                | 135.8                              | 67,3                               | 57,9                               |

## Біорізноманіття
Завдяки помірно-континентального клімату з впливом середземноморського, район досить багатий біологічними видами. Крім клімату, на багатство біорізноманіття в районі парку Міруша впливає і недостатній промисловий розвиток цього регіону. У парковій зоні мешкає безліч ендемічних і стеноендемічних видів.

### Флора
На території Міруші виявлені 330 видів судинної флори, без урахування видів мохів і талофітів. Виявлено 44 види вищих грибів. Специфікою флори території Міруші є наявність 14 рослинних асоціацій, і 5 з них має ендемічний характер, в той час як загальна кількість ендемічних видів — 21. Серед цих видів Aristolochia merxmuelleri, який є стено-ендеміком і досі не знайдено ніде у світі, крім Міруші.
| Приклади стено-ендеміків у парку |
| -------------------------------- |
| Aristolochia merxmuelleri        |
| Stipa mayeri                     |

| Приклади ендемічних рослин, знайдених в парку | Приклади ендемічних рослин, знайдених в парку | Приклади ендемічних рослин, знайдених в парку |
| --------------------------------------------- | --------------------------------------------- | --------------------------------------------- |
| Genista hassertiana                           | Aster albanicus                               | Scutellaria orientalis                        |
| Centaurea albertii                            | Centaurea kosaninii                           | Sedum serpentini                              |
| Forsythia europaea                            | Fumana bonopartei                             | Veronica andrasovskyi                         |
| Halacsya sendtneri                            | Knautia macedonica                            | Armeria rumelica                              |
| Linum elegans                                 | Polygala doerfleri                            | Malus florentina                              |
| Potentilla visianii                           | Sanguisorba albanica                          | Moltkia doerfleri                             |

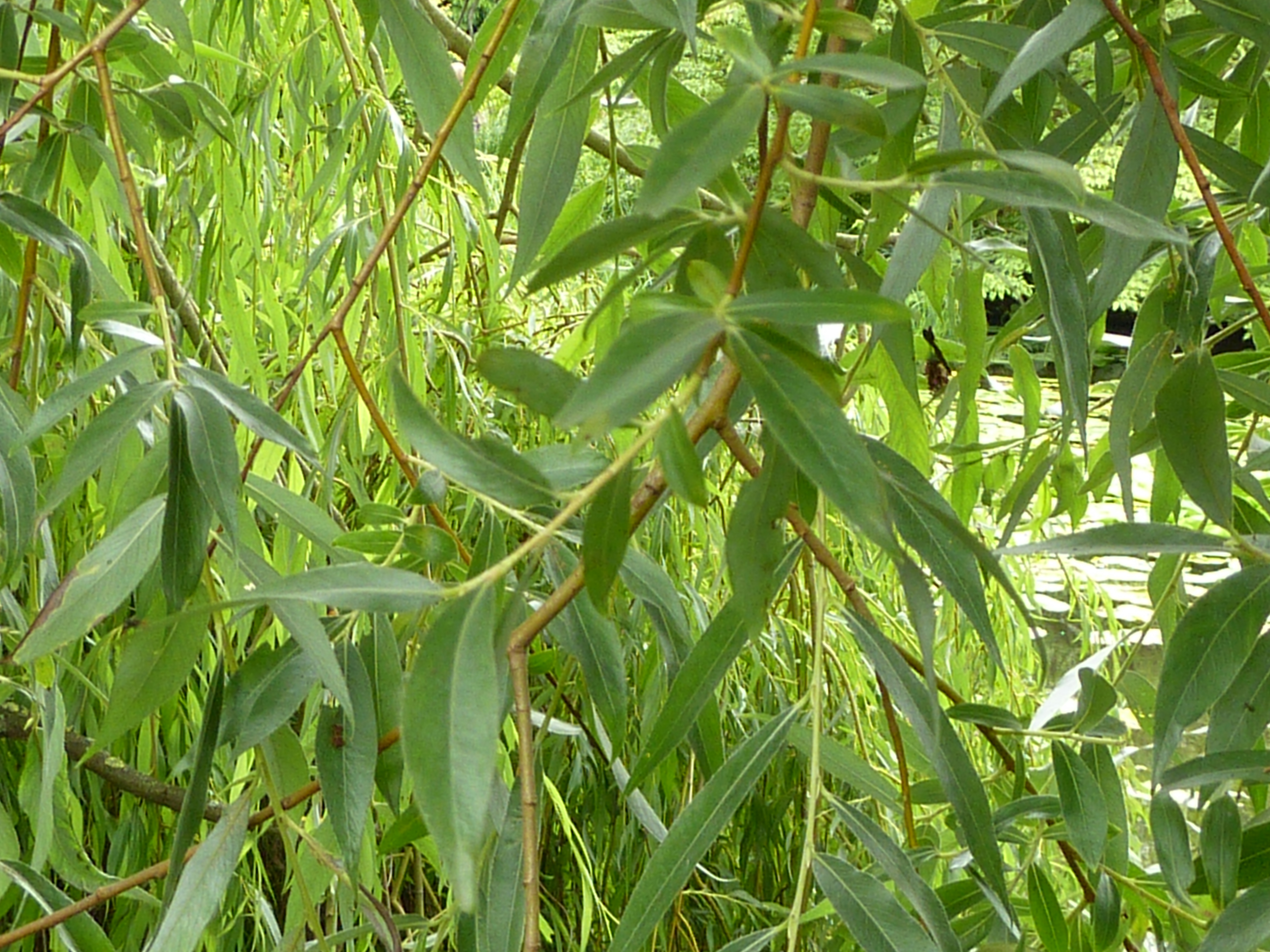
Верба біла (Salicetum albae fragilis) дуже поширена в парку

Характерною особливістю цієї галузі є наявність таких видів як: верба біла (Salicetum albae), верба червона (Salicetum purpurea), вільха чорна (Alnetum glutinosae), дуб (Quercetum farnetto cerris scardicum і Quercetum pubescentis‐cerris), ялівець (Astero‐Juniperetum oxycedri), Polygala-Genistetum hassertianae, Hyperico-Euphorbietum glabliflorae, Potentilla-Fumaretum bonopartei, Salvio-Scorsoneretum villosae, Echinario-Convolvuletum althaeoides, Onosmo-Scabietosum fumaroides, Vitici-Tarmaricetum dalmaticae.

### Фауна

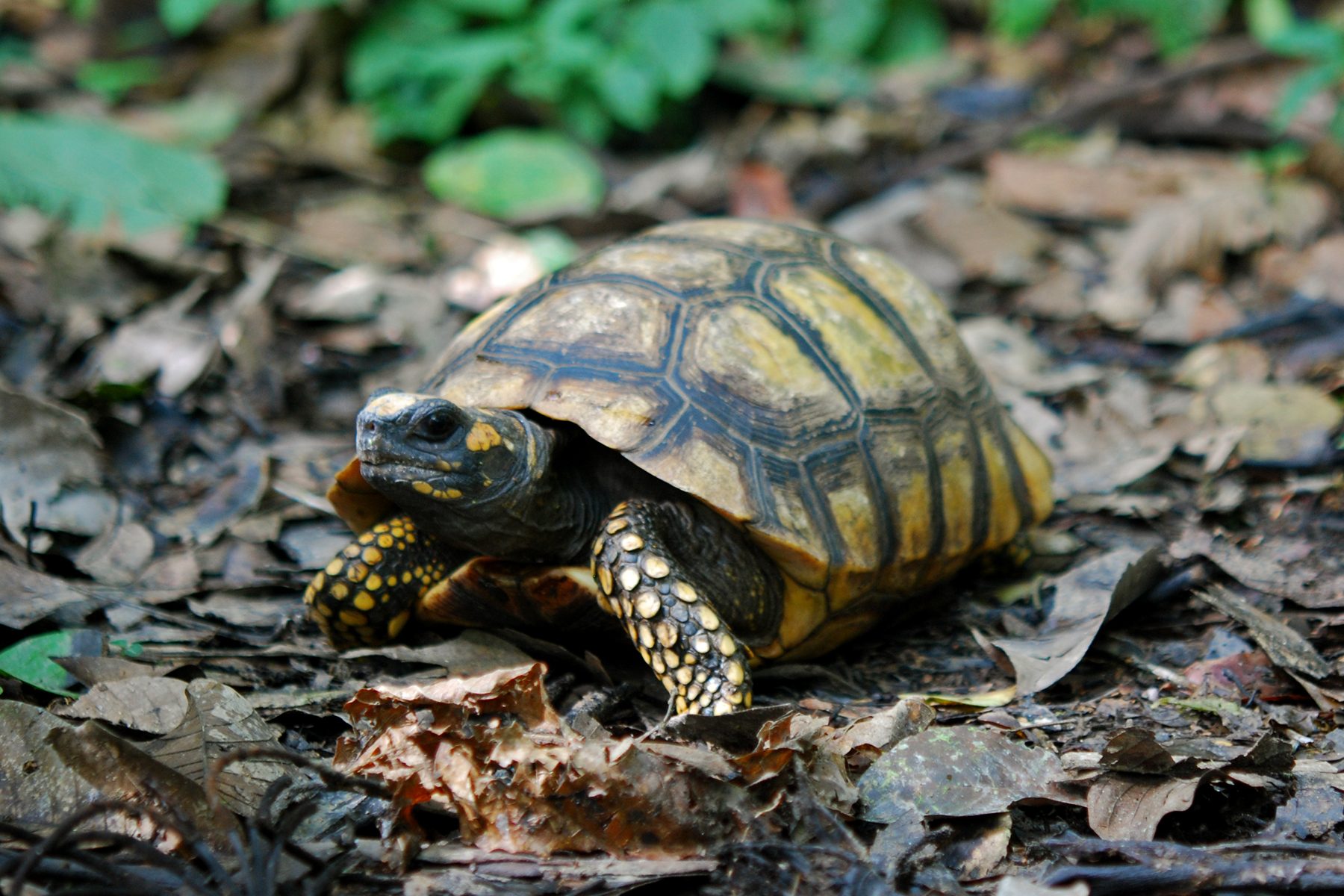
Жовтонога зубчаста черепаха дуже поширена в парковій зоні

Що стосується фауни, цей район дуже багатий окремими видами тварин, які відносяться до певних біотопам і належать до ендемічних видів. У районі Міруші виявлені такі види тварин: вепр (Sus scrofa), борсук (Meles meles), заєць-русак (Lepus europaeus), вивірка звичайна (Scirius vulgaris), вовк (Canis lupus), кіт лісовий (Felis silvestris), куниця лісова (Martes martes), ондатра (Ondatra zibethica), жовтогорла миша (Apodemus flavicollis), східноєвропейський їжак (Erinaceus concolor), зубчаста черепаха (Testudo sp.), носата гадюка (Vipera ammodytes) та інші.
У річці Міруші мешкають також різноманітні амфібії та риби.

## Культурна спадщина
У каньйоні Міруша розташовані такі печери як Велика Церква і Мала Церква. Ці печери знаходяться в скелях каньйону і мають невеликі розміри.
Тим не менш, вони є цікавими об'єктами з культурної точки зору, оскільки передбачається, що православні ченці переховувалися там під час Османської окупації, і з цієї причини люди називали ці печери «церквами». В печері Мала Церква були знайдені залишки фресок, в той час як в печері Велика Церква були знайдені сліди вівтаря молильників.
Згідно із законом про особливо охоронювані території в Косово, печера Церква пустельників також являє собою цікавий і важливий пам'ятник. Вона розташована в селі Уляріце муніципалітету Клина і датована 14 століттям.